# Mercedes-Benz
Мерцедес-Бенц је немачки произвођач углавном луксузних аутомобилa. Првобитни назив предузећа био је Дајмлер-Бенц, данас је уобичајено да се користи само Мерцедес. Осим аутомобила Мерцедес-Бенц производи и аутобусе, камионе, те доставна возила.

## Историја
Почеци предузећа сежу у осамдесете године 19. века, када су Готлиб Дајмлер и Карл Бенц независно изумјели аутомобиле покретане моторима с унутрашњим сагоревањем. Дајмлер је радио заједно са Вилхелмом Мајбахом, с којим је изумио и четворотактни мотор, у Канштату покрај Штутгарта док је Бенц своју радионицу имао у Манхајму, те не постоји запис да су се оба изумитеља икад упознала.
Назив Мерцедес потиче из 1900. године када је аустријско-мађарски дипломат и трговац аутомобилима Емил Јелинек од Дајмлеровог предузећа наручио 36 аутомобила по цени од 550.000 марака, те затражио да се их назове по његовој кћери Мерцедес Јелинек. 1902. име Мерцедес је заштићено као назив марке док је трокрака звијезда, која симболизује Дајмлерову идеју о производњи возила за саобраћај земљом, ваздухом и водом, као заштитни знак уведена 1909, те се од 1910. њом означавају сви производи предузећа.
1926. Дајмлерово и Бенцово предузеће се уједињују у предузеће названо Дајмлер-Бенц АГ из чега настаје данашњи назив Мерцедес-Бенц.
Док се фокусирала на производњу копнених возила, предузеће је производило и моторе за глисере, те војне и цивилне ваздухоплове, па чак и цепелине.
Иако најпознатије по луксузним лимузинама, предузеће је развило и бројне спортске аутомобиле као што су компресорским мотором покретан ССК из 1929. развијен од стране Фердинанда Поршеа пре него што је основао властито предузеће, те 300 СЛ, који је 1954. започео низ спортских модела СЛ-класе.

## Модели аутомобила
- А-класа
- Б-класа
- Ц-класа
- ЦЛ-класа
- ЦЛА-класа
- ЦЛК-класа
- ЦЛС-класа
- Е-класа
- Г-класа је настао од Пуха (PUCH), мерцедесов Теренац који се склапа у Аустрији
- ГЛ-класа
- ГЛА-класа
- ГЛК-класа
- ГЛЦ-класа
- М-класа
- Р-класа
- С-класа
- СЛ-класа
- СЛЦ-класа
- СЛК-класа
- СЛР Макларен

## Модели аутобуса
- О 2600
- ОП 3750
- О 4500 / О 5000
- O 3500 / O 6600
- O 321
- O 317
- O 302
- O 309
- O 305 / O 307
- O 303
- O 405
- O 404
- O 403
- Мерцедес вијано

## Модели теретних возила
- Мерцедес актрос
- Мерцедес акрос
- Мерцедес аксор
- Мерцедес атего
- Мерцедес унимог

## Модели доставних возила
- Мерцедес вито
- Мерцедес спринтер

## Галерија
- А-класа
- Б-класа
- Ц-класа
- Е-класа
- С-класа
- СЛЦ-класа
- Г-класа
- ГЛА-класа
- ГЛЦ-класа
- ГЛЕ-класа
- ГЛС-класа